# OptiPNG
OptiPNG è un software libero a riga di comando che riduce la dimensione dei file immagine PNG. La compressione è senza perdita (lossless), il che significa che non si riduce la qualità stessa ma solo la dimensione.
Il programma riduce generalmente la dimensione dello stream IDAT dei file PNG provando con vari metodi di compressione e filtri. Controlla anche la campionatura dei colori e riduce, se necessario, la palette dei colori quando possibile, oltre a correggere errori d'integrità dei file.
Oltre ai file PNG il programma converte file BMP, GIF o PNM (.ppm, .pgm, .pbm, .pnm che siano), salvando sempre il risultato in PNG senza perdita di qualità.
Questo programma viene usato anche da Wikimedia e Commons per ridurre e migliorare le immagini caricate.